# Peritonealdialyse
Peritonealdialyse (PD) også kaldet posedialyse eller bughindedialyse er en dialyseform hvor dialysevæske i bughulen, indført via et indopereret kateter, trækker væske og affaldsstoffer ud af kroppen.
Posedialysen fungerer ved, at de affaldsstoffer der findes i blodet, men ikke i dialysevæsken, vandrer fra blodet og over i dialysevæsken (kaldes diffusion).
Ved at tilsætte sukker (glukose) eller andre stoffer (f.eks. aminosyrer), som forbliver i dialysevæsken i en periode, er det også muligt at fjerne overskydende væske fra kroppen (kaldes osmose).
Efterhånden mættes dialysevæsken med affaldsstoffer og væske og når dette tidspunkt er nået, er det tid til at udskifte væsken i bughulen med en ny portion dialysevæske.
Dialysevæskerne findes i poser med forskelligt volumen. De hyppigst anvendte er 2 -, 3 - og 5 liters poser.
Poserne med 2 eller 3 liter anvendes til en posedialyse form, hvor personen 3 eller 4 gange om dagen skifter en pose (Kaldes CAPD, engelsk for: Continual ambulatory peritoneal dialysis).    
5 liters poserne kan tilsluttes en maskine, som så sørger for, at væsken løber ind og ud af bughulen. Den sidste dialyse form anvendes ofte om natten og kaldes APD (automatisk peritoneal
dialyse).
Fælles for begge former for posedialyse er, at dialysebehandlingen foregår i hjemmet hos den nyresyge og at personen oplæres på sygehuset til selv at håndtere dialysen.
Fordelene ved posedialysen er altså, at det foregår i personens eget hjem og at poseskiftene (ved CAPD) kan foregå, når det passer ind i dagens program. Ved APD, hvor dialysen foregår om natten, opnås frihed i løbet af dagen. Begge posedialyseformer åbner altså mulighed for, at det vil være muligt at passe et arbejde, deltage i fritidsaktiviteter og i familiens daglige gøremål.
I det følgende gennemgås principperne for posedialysen lidt mere grundigt.  
Ved peritonealdialyse bevæger væske og stoffer i opløsning sig fra de små blodkar (kapillærer) i bughinden
over i dialysevæsken, som befinder sig i bughulen. Afhængig af mængden af stoffer (koncentrationen) eller mængden af væske i kroppen, kan begge dele også bevæge sig den modsatte vej.
Væske, affaldsstoffer og glukose skal passere tre barrierer i bughinden jf. fig. 1:
Figur 1: Anatomisk skal transporten af væske og
stoffer i opløsning fra blodkar (kapillærer) til bughulen krydse tre barrierer:
Blodkarrenes endotelceller, det interstitielle bindevæv og bughulens beklædning
af mesotelceller.
1) Mesotelcellerne til højre
i figuren består af et enkelt lag celler, der beklæder indersiden af bughinden
og giver bughinden en flot blank overflade.
2) Det interstitielle væv,
bindevævet, i midten af figuren, der udfylder pladsen mellem endotelcellerne og
de små blodkar. Bindevævet kan vokse betydeligt i tykkelse under mange års
peritonealdialyse, men dette betyder ikke noget for transporten.
3) Kapillærerne (de små
blodkar) er beklædt af endotelceller, der udgør den egentlige barriere ved
peritonealdialyse. Transporten af væske og stoffer sker gennem et stort antal
porer mellem eller gennem endotelcellerne.
1. Kateter til at føre dialysevæsken ind og ud af bughulen.
2. Når du dypper en tepose i vand, sker der en vandring af stoffer fra teposen til vandet. Det er i princippet det samme, der sker i din bughule. Her sker en vandring af affaldsstoffer fra blodet til dialysevæsken.
3. Når dialysevæsken har været i bughulen et stykke tid er den mættet med affaldsstoffer og skal derfor skiftes.
4. Via kateteret lukkes ny dialysevæske ind i bughulen.

For at gøre det muligt at få dialysevæske ind og ud af bughulen, skal der indføres et kateter i
bughulen. Dette foregår ved en lille operation. Kateteret placeres inde i bughulen og munder ud nederst på maven. Operationen tager ca. 1/2 til 1 time og foregår ambulant eller under en kort indlæggelse.
Kateteret er lavet af silikone og kan holde i mange år. Det meste af kateteret ligger inde i
bughulen, kun ca. 10 cm er synlige på maven.
Ca. 2-3 uger efter du har fået lagt kateteret, er dette klar til at blive brugt. Inden dialysen
påbegyndes bliver du undervist i håndtering af dialysen og også mere alment i at leve med posedialyse.